# Sóc Trăng (Provinz)
Sóc Trăng ist eine Provinz im Mekong-Delta, Vietnam. Hauptstadt der Provinz ist Sóc Trăng.

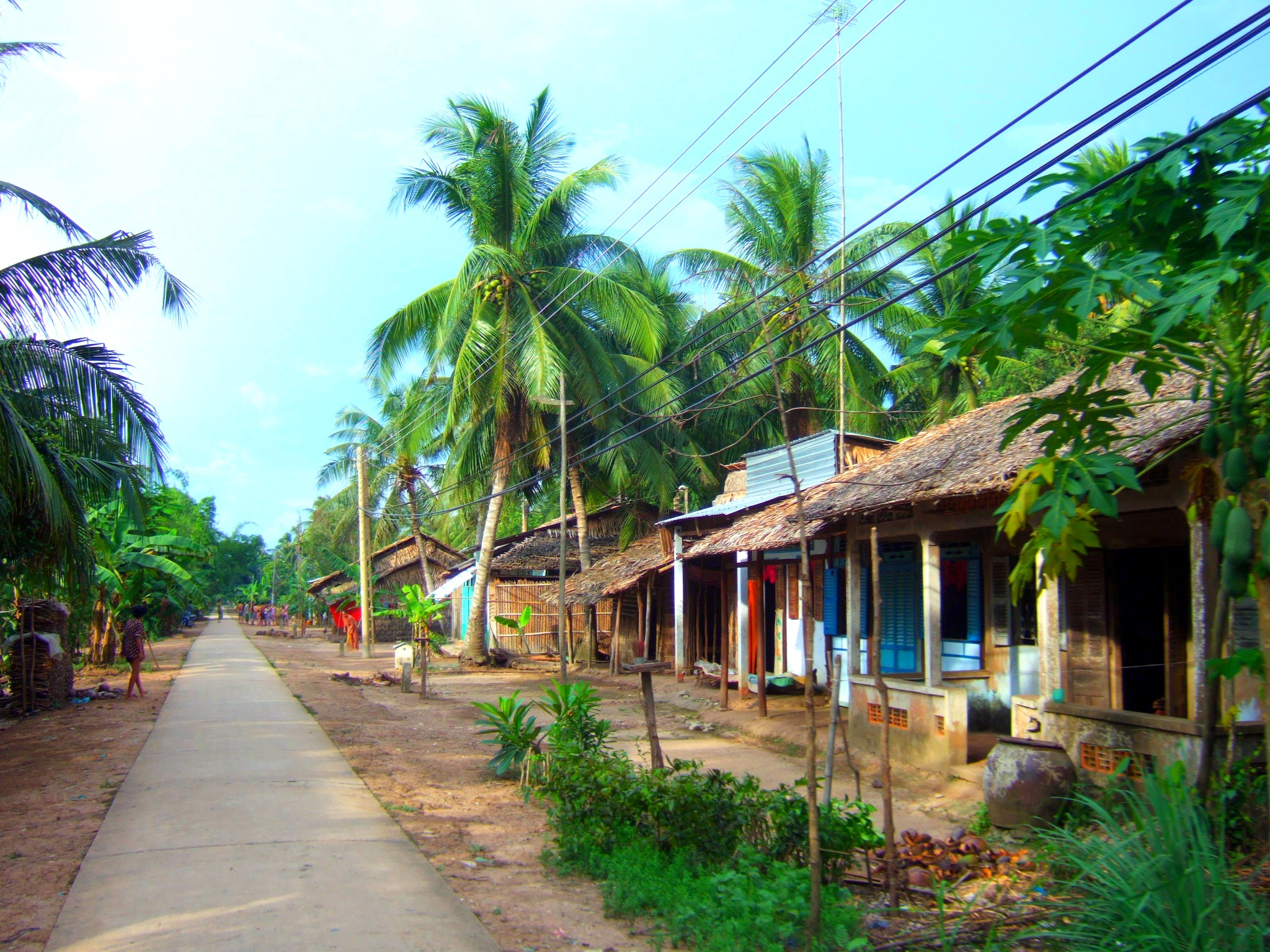
Ländliches Sóc Trăng